# Черних Валентина Франківна
Черних Валентина Франківна (нар. 1 липня 1959 у с. Липці, Харківського р-ну Харківської обл.) — докторка медичних наук (1993), професорка (1996), завідувачка кафедри рефлексотерапії Харківської медичної академії післядипломної освіти МОЗ України (199–2004). Генеральний директор медико-фармацевтичної фірми «Магістр — Валентина» (з 1994).

## Біографія
Черних Валентина Франківна народилася 1 липня 1959 р. у с. Липці Липецького району Харківської області. Закінчила Липецьку середню школу імені П. В. Щепкіна. Закінчила лікувальний факультет Харківського медичного інституту (1984 р.) та фармацевтичний факультет Запорізького державного медичного інституту (1999 р.). Проходила стажування у Міжнародному Центрі наукових досліджень та підготовки кадрів у Сайгоні щодо використання традиційної східної медицини, отримала міжнародний сертифікат магістра нетрадиційної медицини (1991 р.).
Працювала лікарем-нефрологом обласної клінічної лікарні м. Харкова (впродовж 1984–1987 рр.), на посаді старшого лаборанта кафедри терапії та клінічної фармакології Українського інституту вдосконалення лікарів (1987–1988 рр.), згодом на посаді асистента (1988–1993 рр.), доцента і завідувача кафедри рефлексотерапії Харківської медичної академії післядипломної освіти МОЗ України (1994–2004 рр.).
Генеральний директор (з 1994) медико-фармацевтичної фірми «Магістр — Валентина», яка здійснює такі види діяльності: видавничу, медичну, виробничу та оптово-роздрібну реалізацію лікарських препаратів, предметів санітарії та гігієни. Два аптечні підрозділи фірми стали базою проходження інтернатури провізорів та професійної адаптації клінічних провізорів Національного фармацевтичного університету.

## Науково-практична діяльність
Здійснювала пошук нових біологічно активних речовин синтетичного та природного походження гіпоглікемічної дії, доклінічне вивчення нових препаратів цукрознижувальної дії. Теоретично обґрунтувала поєднання традиційних та нетрадиційних методів діагностики та лікування (комп’ютерна діагностика, гомеосиніатрія тощо).
Авторка та співавторка понад 180 наукових праць, зокрема — 4 підручників, 16 монографій, 5 довідників, 12 патентів. Підготувала 4 кандидатів наук.

## Вибрані публікації
- Сахарный диабет: Монография. Харьков, 1994 (співавт.)
- Заболевания толстого кишечника. Геморрой: Монография. — Харьков, 1995 (співавт.)
- Практическое руководство по косметологии и аромологии. Харьков, 1999 (співавт.)
- Заболевания желудка и двенадцатиперстной кишки: гастрит, язва, рак: Монография. Харьков, 1995 (співавт.)
- Остеопороз: эпидемиология, клиника, диагностика, профилактика и лечение. Харьков, 2002 (співавт.)
- Акупунктура и гомеосиниатрия в клинической практике. Харьков, 2002 (співавт.)
- Фитотерапия в клинике внутренних болезней: Монография. Харьков, 2003 (співавт.)
- Фармакотерапия с фармакокинетикой: Монография. Харьков, 2006 (співавт.)
- Фармакотерапія: Підручник. Харків, 2007 (співавт.)